# Pterygotrigla multiocellata
Pterygotrigla multiocellata és una espècie de peix pertanyent a la família dels tríglids.

## Descripció
- Fa 24 cm de llargària màxima.
- Cap gros i triangular.
- Les escates de la línia lateral són petites.
- És de color vermell.[4][5]

## Hàbitat
És un peix marí i batidemersal que viu entre 250-500 m de fondària.

## Distribució geogràfica
Es troba al Pacífic occidental: des del Japó fins a Taiwan, Saipan i Nova Caledònia, incloent-hi el mar de la Xina Oriental i Saigon.

## Observacions
És inofensiu per als humans.